# 中田光雄

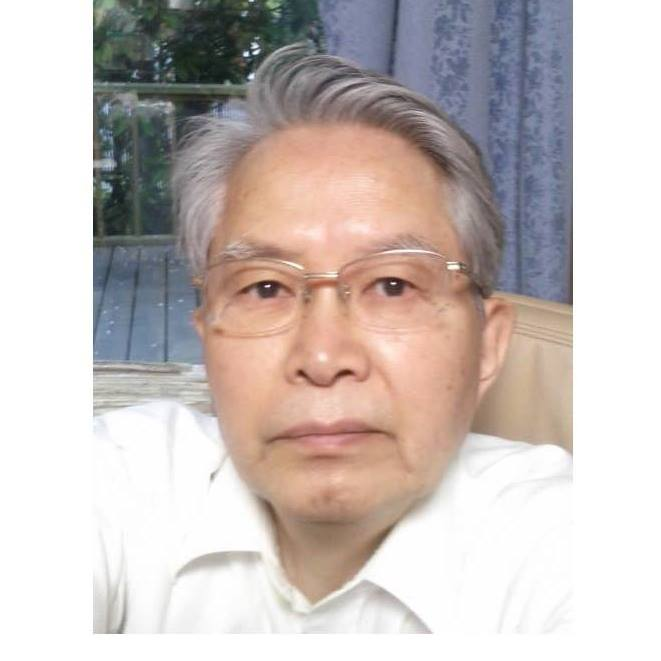

中田 光雄（なかた みつお、1939年4月21日 - ）は、日本の哲学研究者、哲学者。筑波大学名誉教授。

## 来歴
東京・小石川生まれ。1944年より群馬県。東京大学教養学部教養学科フランス分科卒、同大学院人文科学研究科比較文学比較文化博士課程中退、パリ大学大学院哲学科博士課程（仏国政府給費招聘留学）修了。Doc.es Lettres(哲学）。筑波大学、助教授、教授、名誉教授。常磐大学、教授。仏国P.Academiques勲章。

## 著書
- 『ベルクソン哲学 -実在と価値-』東京大学出版会、1977 (補修予定）
- 『文化の協応 -比較文化概論-』東京大学出版会・比較文化叢書　1982（補修予定）
- 『諸文明の対話 -マルロー美術論研究-』みすず書房 1986（補修予定）
- 『抗争と遊戯 -ハイデガー論攷-』勁草書房、1987
- 『文化・文明 -意味と構造-』創文社、1990
- 『政治と哲学 -<ハイデガーとナチズム>論争史(1930-1999)の一決算』（上下）岩波書店、2002
- 『現代を哲学する -時代と意味と真理:アラン・バディウ、ハイデガー、ウィトゲンシュタイン-』理想社、2008
- 『正義、法-権利、脱-構築 -現代フランス実践思想研究-』創文社、2008
- 『哲学とナショナリズム -ハイデガー結審-』水声社、2014
- 『現代思想と＜幾何学の起源＞ -超越論的主観から超越論的客観へ-』水声社、2014
- 『差異と協成 -Ｂ.スティグレールと新ヨーロッパ構想-』水声社、2014
- 『創造力の論理 -テクノ・プラクシオロジー序論：カント、ハイデガー、三木清、サルトル、...から、現代情報理論まで-』創文社、2015
- 『創造力の論理-本論・第一巻・第一部：デリダ、脱-構築の創造力 -メタポリアを裁ち起こす-』水声社、2017
- 『創造力の論理-本論・第一巻・第四部：意味と脱-意味、ソシュール、現代哲学、そして...』水声社、2018
- 『創造力の論理-本論・第一巻・第二部（Ⅰ）：ドゥルーズ、魂の技術と時空・生起-動、-＜意味＞を現働化する -』 水声社、2019.
- 『創造力の論理-本論・第一巻・第二部（Ⅱ）：ドゥルーズ=ガタリ、-資本主義、開起せよ、幾千のプラトー-』水声社、2021.
- 『創造力の論理-本論・第一巻・第二部（Ⅲ）：ドゥルーズ=ガタリ、-哲学、真理か、創造か-』水声社、2022．
- 『創造力の論理-本論・第一巻・第五部：A・バディウ、出来事、空-集合、真理の成起』、水声社、2024.

### 共編著
- 『あなたの哲学』山崎正一、成川武夫共著 増補新版 学生社 1998
- 『ベルクソン読本』安孫子信共編 法政大学出版局 2006
- 『ハイデガー哲学は反ユダヤ主義か -「黒ノート」をめぐる討議』P.トラヴニー共編、日独哲学会議、水声社、2015
- 『21世紀のソシュール』松澤和宏編、水声社、2018

### 翻訳
- 『前キリスト教的直観、人格と聖なるもの、S. ヴェーユ著作集第２巻「ある文明の苦悶」』春秋社、1968
- シモーヌ・ヴェーユ『科学について』福居純共訳 みすず書房 1976

## 論文
- ＜中田光雄